# Rafał Brzozowski
Rafał Brzozowski (født 8. juni 1981) er en polsk sanger. Han skal repræsentere Polen ved Eurovision Song Contest 2021 i Rotterdam med sangen "The Ride". han var også vært ved Junior Eurovision Song Contest 2020 sammen med Ida Nowakowska & Małgorzata Tomaszewska.